# تخت موسيقي شرقي

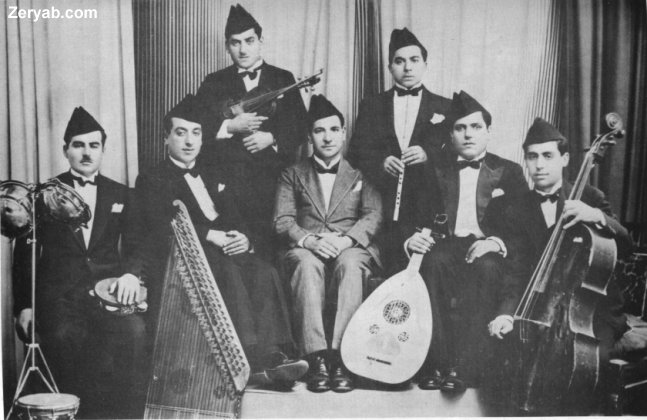
صورة لفرقة تخت مع الالات الموسيقية الشرقية التقليدية التي كانو يستخدمونها.

انتشر تخت الموسيقي الشرقية كفرقة موسيقية في عهد الأتراك في النصف الثاني من القرن التاسع عشر وكان العازفين يجلسون أثناء العزف على مكان مرتفع عن الأرض.قام شخص اسمه (زرياب)وهو مطرب عذب الصوت من بلاد الرافدين من العصر العباسي، بإضافة الوتر الخامس لآلة العود. *الات فرقت التخت الشرقي هي الكمان، القانون، العود *

## المصطلح
التخت كلمة فارسية بمعنى منصة أو صدر المجلس. وهي عبارة عن دكة تنصب فوق منضدة عالية هي مجلس المغني ورجاله في صدر السرادق أو الملهى على حسب الداعى للحفلة. . حتى يكونوا موضع أنظار المستمعين.
كانت ألحان التخت قديما محدودة التأليف عمادها المغني وعدد قليل من العازفين لا يتجاوز عددهم أربعة أفراد، والبطانة المذهبجية (الكورس) أو ما كانوا يسمونهم السنيدة أو الصهبجية.
كان المغني يتوسط التخت وعلى يمينه العازفون (العود والقانون وعازف الكمان وعازف الناي). وعلى يساره ضابط الإيقاع. ويليه جماعة المذهبجية (الكورس).. وعددهم اثنان أو ثلاثة ويختارون من حفظة الموشحات والأدوار. وأن يكونوا من ذوي الأصوات القادرة التي تمتاز بوفرة المساحة الصوتية وخاصة الطبقات الحادة (الجوابات).
كان المغني يغني على تخته ثلاث وصلات بينها فترة استراحة. ويطلق على كل قسم «وصلة». وتكون الأغاني التي تشملها الوصلة في مقام واحد. وتأتي الوصلة الثانية في مقام آخر، كذلك الوصلة الثالثة.
وتبدأ الوصلة عادة بمقطوعة موسيقية من قالب السماعي أو البشرف تؤدى من الآلات (جماعي)، وهما من القوالب الموسيقية التركية. ثم يتبارى العازفون في أداء التقاسيم الشجية العامرة بالقفلات.
يستهل العزف عازف العود ومن بعده عازف الناي، وأخيرا عازف القانون.. ويشاركه المطرب في أداء الليالي والموال، حيث يستعرض قدراته الصوتية ومهارته الفنية، وتفهمه للانتقالات المقامية، بينما يترجم القانون ما يغنيه المطرب بدقة بالغة متابعا أداءه.
ثم يؤدي المطرب الدور، وهو سيد السهرة، وتصاحبه في أدائه جماعة المنشدين. وقبل نهاية غناء الدور يدخل المطرب في أداء متبادل بينه وبين جماعة المنشدين، ويعرف هذا الجزء (بالهنك) وفيه يستعرض المغني امكاناته الصوتية متنقلا بين المقامات.
وتسير الوصلتان الأخريان على هذا النهج، غير أن الوصلة الأخيرة تختتم بغناء قصيدة من القصائد الغزلية من مختارات الشعر العربي البديع.
وبذلك يتضح أن عبء احياء الليالي والأفراح في ذلك العصر كان يقع على المغني وحده.

## مراحل تطور التخت
يرجع تاريخ التخت العربي إلى العصر العباسي في عهد هارون الرشيد.. وكان من أشهر ضاربي العود «زلزل». وفي أوائل القرن الثامن عشر ظهر تخت «يوسف أنطوان الياس» الجد الأكبر لعازفي الكمان «سامي» و«فاضل الشوا». وكان التخت مكونا من «يوسف أنطوان الياس» (قانون) و«الياس أنطوان» (كمان)، «عبود الشوا» (عود) و«حبيب الشوا» (طبلة). واشترك هذا التخت في حفلات النصر التي أقامها القائد المصري إبراهيم باشا بعد غزوه مدينة حلب.
واعتبارا من القرن التاسع عشر كان أول ماظهر من التخوت تخت «المقدم» الذي كان هوالمغني الوحيد في زمنه قبل ظهور عبده الحامولي ومحمد عثمان. ويعتبر تخت «المقدم» تختا بسيطا قليل الامكانات، حيث اقتصرت آلاته على ثلاث آلات فقط هي (العود) و (القانون) و (الرق). وهو أول تخت صغير استخدمه عبده الحامولي في بدء حياته الموسيقية في قهوة «أغا» المشهورة التي كانت تقع بين أشجار كثيفة حول مستنقع، أمر الخديو إسماعيل فيما بعد بردمه.. فتحول المكان إلى روضة غناء أطلق عليها اسم«حديقة الأزبكية».
ثم ظهر بعد ذلك تختان لكل من (منسي الكبير) و (محمد الرشيدي الكبير) الذي كان محمد عثمان أحد أفراده. ثم كون محمد عثمان تختا خاصا به ضم محمد عثمان (عود)، علي صالح (ناي) حسن العقاد (قانون) وأنطوان الشوا (كمان). وقد تبعه عبده الحامولي وعدد كبير من المطربين الكبار فكون كل منهم تختا خاصا به.
وإذا استعرضنا الآلات التي استخدمت في التخت خلال القرن التاسع عشر، نجد أنه بدأ بثلاث آلات هي: (العود والقانون والرق) ثم أضيف إلى آلات التخت الكمان والناي، فأصبح عددهم خمسة.. وهو عماد التخت التقليدي.
وكانت هذه التخوت بمثابة مدارس يتعلم فيها المنشدون أسرار الفن. يصقل فيها أصواتهم وتقوى. وكان لا يسمح لأي موسيقي أو مغن بممارسة الفن الا بعد أن يجتاز امتحانا عسيرا أمام لجنة مكونة من كبار الفنانين.. واستمر هذا التقليد متبعا حتى أوائل القرن العشرين.
شيخ الطائفة:
كان للموسيقيين والمغنين شيخ يسمى «شيخ طائفة» تسري سلطته على الآلاتية والمغنين. ولم تكن مهمة الشيخ مقصورة على الرياسة الاسمية والمشيخة المعنوية.. بل كانت له قوة وله سلطان كبير مطاع، استمده من سلطان الحكومة التي كانت تكل اليه أمر تحصيل الضريبة لها من جميع محترفي الموسيقى والغناء. وكانت هذه الضريبة تسمى «الفردة» والتي كان يقدرها الشيخ بالنسبة للدخل لكل محترف.
وكان الشيخ يمنح الترخيص لمن يرغب احتراف الغناء أو العزف.. وبذلك كان يقف حائلا أمام المتعطلين والفضوليين والأدعياء من احتراف الفن.
فمن يجد في نفسه الكفاءة للاحتراف يتقدم إلى شيخ الطائفة وأعوانه وهم هيئة من كبار الموسيقيين والمغنين، يؤدي أمامهم امتحانا. فان كان مغنيا.. فعليه ان يقدم ثلاث وصلات في مقامات مختلفة تضم قصائد وموشحات وأغاني العصر. ويؤدي هذا الامتحان عادة في منزل الممتحن.. فاذا اجتاز الامتحان استقبلوه بكلمة «يستأهل» ثم يحزم دليلا على نجاحه. ويسجل اسمه في سجل الفنانين.
ومن المغنين المشهورين الذين تحزموا: عبده الحامولي، محمد عثمان، محمد سالم، ومحمد عبد الرحيم المسلوب. ومن المنشدين: الشيخ البيطار، والشيخ خليل رضوان.
وكان لشيخ الطائفة وكيل يسمى «المختار»، ومن أعماله معاونة الشيخ في مهامه. وكانت الحكومة هي التي تنتخب الشيخ وتختاره بعد استشارة المحترفين، وتعرف رأيهم فيمن يصلح منهم للسلطة عليهم.